# 自由人民黨 (義大利)
自由人民黨（義大利語：Il Popolo della Libertà, PdL）为2009-2013年存在的義大利中間偏右政黨。
自由人民黨在2007年11月18日開始運作，2009年3月27日在義大利力量黨和民族聯盟合併的黨大會中正式成立。除了貝魯斯科尼，其他領導人包括書記安傑利諾·阿爾法諾，三名協調委員桑德羅·龐迪（Sandro Bondi）、伊格納奇奧·拉魯沙（Ignazio La Russa）、丹尼斯·維爾迪尼（Denis Verdini）。重要成員有朱利歐·特雷蒙蒂（Giulio Tremonti）、羅伯托·佛米哥尼（Roberto Formigoni）、佛朗科·佛拉提尼（Franco Frattini）、毛里奇奧·薩科尼（Maurizio Sacconi）、吉亞尼·阿雷曼諾（Gianni Alemanno）、瑪麗亞絲黛拉·傑爾米尼（Mariastella Gelmini）、吉安卡羅·加蘭（Giancarlo Galan）。
2013年11月16日，党首贝卢斯科尼宣布解散自由人民党，将党名重新更改为意大利力量党。

## 歷史

### 背景
2006年意大利大选中右翼聯盟以些微票數慘敗，自由之家（House of Freedoms）聯盟成員開始討論合併成一個「溫和派與改革派的政黨」。義大利力量黨、民族聯盟（AN）和基督教與中間派民主聯盟（UDC）都對此感到興趣。然而選後不久基督教與中間派民主聯盟黨魁皮耶爾·費迪南多·卡西尼（Pier Ferdinando Casini）開始與其他盟友保持距離。聯盟另一個政黨成員北方聯盟因本身的區域政黨特色而無意合併，但同意維持聯盟。
12月2日，右翼政黨在羅馬舉行反普羅迪政府的集會。貝魯斯柯尼提議成立自由黨，強調不同政黨的選民都是自由人民的一員。2007年8月21日，自由之圈（Circles of Freedom，支持貝魯斯科尼的團體）主席米凱拉·維多利亞·布蘭比拉（Michela Vittoria Brambilla）登記「自由黨」（Partito della Libertà）名稱與標誌。 此時，貝魯斯柯尼的盟友似乎不熱衷加入這個政黨，同時一些力量黨領袖也對此感到失望。

### 「踏腳板革命」
2007年11月18日，貝魯斯柯尼主張他的支持者已收集超過七百萬份簽署，要求義大利總統喬治·納波利塔諾舉行選舉。之後不久，貝魯斯柯尼在米蘭聖巴貝拉廣場一輛汽車的踏腳板上，宣布義大利力量黨將併入或變為一個新生的「義大利人民政黨」。 被稱為「踏腳板革命」（rivoluzione del predellino）的這次事件很快就廣為人知。
最初力量黨的命運仍不明確。之後，新政黨的核心確定將由力量黨、自由之圈和其他草根團體所組成，另外部分自由之家的少數政黨也將加入。在貝魯斯柯尼宣布後數天，民族聯盟黨魁吉安法蘭柯·菲尼（Gianfranco Fini）表示停止支持貝魯斯柯尼參選總理，他的政黨將不加入新政黨。基督教與中間派民主聯盟黨魁卡西尼從一開始就持反對態度，並有意與菲尼結盟。

### 成立與早期
2008年1月24日，第二屆普羅迪內閣垮台，2008年意大利大选举行。貝魯斯柯尼暗示義大利力量黨可能最後一次參加選舉，並將新政黨成立時間延至選後的隔天。在與菲尼和解的氣氛下，貝魯斯柯尼也表示可能會有其他政黨加入新政黨。 2月8日，貝魯斯柯尼與菲尼同意與北方聯盟以「自由人民」聯盟名義推出共同名單。
選擇加入自由人民黨的政黨有： 義大利力量黨、民族聯盟、自由之圈、好政府之圈（Circles of Good Government）、自由人民（Liberal Populars，基督教與中間派民主聯盟的分裂派系）、基督教民主自治黨（Christian Democracy for Autonomies）、退休者黨（Pensioners' Party）、自由改革者黨（Liberal Reformers）、義大利共和黨、新義大利社會黨（New Italian Socialist Party）、自由民主黨（Liberal Democrats）、決定！（Decide!）、世界義大利人黨（Italians in the World）、社會行動黨（Social Action）、改革社會主義者黨（Reformist Socialists）。
在2008年意大利大选中，自由人民黨得票率達37.4%，拿下276席眾議院與146席參議院席次，成為義大利第一大黨。自由人民黨也是自1979年義大利天主教民主黨（Christian Democracy，DC）以來第一組得票率超過35%的政黨。
2009年3月27日至29日，新政黨在羅馬舉行第一次黨大會，自由人民黨正式成立。2009年歐洲議會選舉，該黨以35.2%的得票率拿下29席歐洲議會議員。

### 貝魯斯柯尼對菲尼
2009至2010年，前保守派民族聯盟黨魁、眾議院議長吉安法蘭柯·菲尼成為批評貝魯斯柯尼的領袖。菲尼在幹細胞研究、末期照護議題、醫療照護事前指示和移民等議題上與該黨主流意見分歧，但更重要的是，他支持一個更有組織的政黨。 他的批評是針對貝魯斯柯尼的領導作風，依賴個人魅力領導政黨且支持較為鬆散的政黨形式。貝魯斯柯尼希望政黨是只在選舉期間組織的運動型政黨。
雖然部分「菲尼派」人士，如伊塔洛·巴契諾（Italo Bocchino）、卡梅洛·布里古格里歐（Carmelo Briguglio）、法比奧·格拉納塔（Fabio Granata），與菲尼的道德、移民議題上立場相似，但許多人，包括安德烈·朗奇（Andrea Ronchi）、阿多佛·烏爾索（Adolfo Urso）等人，在這些議題上有不同看法。事實上，多數「菲尼派」是南方保守派，反對貝魯斯柯尼領導、其堅定盟友北方聯盟、聯邦改革與朱利歐·特雷蒙蒂的經濟政策。 菲尼獲得前義大利力量黨自由派與中間派支持，但失去前民族聯盟重要成員的支持，如伊格納奇奧·拉魯沙、毛里奇奧·加斯帕里（Maurizio Gasparri）和阿爾泰羅·馬泰奧利（Altero Matteoli）等人成為貝魯斯柯尼的親密盟友。 另外，吉亞尼·阿雷曼諾與阿爾佛雷多·曼托瓦諾（Alfredo Mantovano）與黨內的基督教民主派有共同立場。
2010年4月15日，巴契諾成立名為「義大利世代」（Generazione Italia, GI）的組織，以便在黨內代表菲尼的立場與推行不同的政黨組織。 5天後，52名議員（39名眾議員與13名參議員）簽署文件支持菲尼，而74名來自前民族聯盟的議員，包括拉魯沙、加斯帕里、馬泰奧利、羅馬市長阿雷曼諾簽署另一份文件重申對黨和貝魯斯柯尼的忠誠。 2010年4月22日，自由人民黨的全國委員會在羅馬召開會議。菲尼與貝魯斯柯尼的衝突浮上檯面。當天，貝魯斯柯尼派在會議前提出決議，以壓倒性勝利通過。
從此，兩人間的衝突越演越烈。七月底，菲尼質疑部分遭到調查的黨內重要成員的道德標準，衝突到達最高點。 2010年7月29日，該黨執委會發表聲明，表示菲尼「不適合」自由人民黨的政治路線，無法以中立立場擔任眾議院議長。貝魯斯柯尼要求菲尼辭職，執委會提議暫停三名嚴厲批評貝盧斯科尼與指控部分黨員涉及刑事罪行的「菲尼派」人士（巴契諾、布里古格里歐、格拉納塔）黨員身分。 菲尼與其支持者在議會成立未來與自由黨（FLI）。
未來與自由黨很快地離開自由人民黨成為獨立政黨。11月7日，菲尼在巴斯蒂亚-翁布拉的會議中要求貝魯斯柯尼辭去總理，提議成立包括中間聯盟（UdC）的內閣。 數天後，四名未來與自由黨閣員辭職。 12月4日，未來與自由黨在不信任投票中反對貝魯斯柯尼，最終貝魯斯柯尼以314票對311票些微差距獲勝。

### 重組與不滿
2011年5月，自由人民黨在地方選舉大敗。特別是貝魯斯柯尼的家鄉、該黨票倉的米蘭，萊蒂齊亞·莫拉提（Letizia Moratti）敗給與左派生態自由黨（SEL）關係密切的左派獨立參選人朱利亞諾·皮薩皮亞（Giuliano Pisapia）。 為此與黨內逐漸擴大的騷動（特別是斯卡約拉派和前民族聯盟成員），司法部長安傑利諾·阿爾法諾決定出任政治書記負責政黨重組。 這項任命案由黨執委會一致通過。然而，經濟部長朱利歐·特雷蒙蒂表示這「將失去北方的票源」。 7月1日，全國委員會修改該黨章程，阿爾法諾當選書記（Secretary）。阿爾法諾在演講中提議引進初選制度。
阿爾法諾透過龐大的黨員活動領導自由人民黨。11月1日，黨員達一百萬人。 阿爾法諾也將該黨引導至基督教民主主義。 受益最多的派系有羅伯托·佛米哥尼（義大利連線）、伊格納奇奧·拉魯沙（義大利倡導者）和佛朗科·佛拉提尼（Liberamente）。自由人民黨的基督教民主化與自由派、社會民主派的邊緣化，讓卡羅·維齊尼（Carlo Vizzini）退黨：「對我而言，似乎自由人民黨將成為歐洲人民黨的義大利分部。我來自另一個傳統：我曾是義大利民主社會黨（PSDI）秘書長，而且是歐洲社會黨創始人之一。當我加入義大利力量黨，黨內有自由派、社會派、激進派。現在全都變了。」
在歐洲主權債務危機期間，維齊尼不是唯一退黨的成員。10月14日，在克勞迪奧·斯卡約拉（Claudio Scajola）、朱塞佩·皮薩努（Giuseppe Pisanu）提出成立新政府後，兩名親近斯卡約拉的議員朱斯提娜·戴斯特羅（Giustina Destro）、法比奧·加瓦（[Fabio Gava）在信任投票中反對是貝魯斯柯尼並退黨。 11月2日，戴斯特羅與加瓦、羅伯托·安東尼奧尼（Roberto Antonione）、喬吉奧·斯特拉昆達尼奧（Giorgio Stracquadanio）、伊莎貝拉·貝爾托里尼（Isabella Bertolini）、吉安卡羅·皮特里（Giancarlo Pittelli，在九月與桑托·凡賽斯退黨）等人發表公開信要求貝魯斯柯尼辭職。 安東尼奧尼宣布退黨。 數天後，三名議員阿萊西奧·龐西亞尼（Alessio Bonciani）、伊達·迪波利托（Ida D'Ippolito）、加布里艾拉·卡盧奇（Gabriella Carlucci）退黨加入中間聯盟。 三個月內，自由人民黨失去15名眾議員與4名參議員，其中7名眾議員與3名參議員組成以吉安佛朗科·米奇凱（Gianfranco Micciché）為首的南方勢力（FdS）/大南方聯盟（GS）。

### 貝魯斯柯尼的辭職
11月7日，北方聯盟黨魁翁貝托·波希（Umberto Bossi）提議由阿爾法諾擔任貝魯斯柯尼的接班人。 11月8日，三名原自由人民黨籍議員（佛朗科·斯特拉代拉、詹納羅·馬爾吉耶里、佛朗西斯科·斯塔格諾·達爾康特拉斯）在財務報告投票中缺席或棄權。由於部分反對黨的缺席或棄權，貝魯斯柯尼順利通過表決，但仍以8票之差未能達絕對多數。馬爾吉耶里表示他當時在休息室，打算投贊成票，中間偏右義大利共和黨（PRI）議員佛朗西斯科·努卡拉（Francesco Nucara）在醫院，另一位議員阿爾方索·帕帕（Alfonso Papa）在監獄。 之後，貝魯斯柯尼宣布他將在預算案通過後下台。
自由人民黨和黨內派系團體因此嚴重分裂。無黨派經濟學家及前歐盟執委馬里奧·蒙蒂被任命為總理的呼聲極高，黨內部分人士表態支持新政府（甚至有些成員有加入的意願），而其他人再兼決反對並希望舉行提前選舉。黨秘書長阿爾法諾因此出面調停。
黨內的基督教民主派、羅伯托·佛米哥尼、, 毛里奇奧·盧皮（Maurizio Lupi）、拉法萊·菲托（Raffaele Fitto，義大利連線）、克勞迪奧·斯卡約拉（克里斯多福·哥倫布基金會）、朱塞佩·皮薩努（「皮薩努派」）支持蒙蒂；而吉安佛朗科·羅通蒂（Gianfranco Rotondi，基督教民主自治黨）和卡羅·吉奧瓦納迪（Carlo Giovanardi，自由人民）反對。Liberamente、黨內社會派、佛朗科·佛拉提尼（揚言退黨）和法布里齊奧·奇齊托（Fabrizio Cicchitto）支持蒙蒂；而瑪麗亞絲黛拉·傑爾米尼、保羅·羅馬尼（Paolo Romani）、毛里奇奧·薩科尼、雷納托·布魯內塔（Renato Brunetta）和朱利歐·特雷蒙蒂反對。絕大多數前民族聯盟成員（伊格納奇奧·拉魯沙、毛里奇奧·加斯帕里、阿爾泰羅·馬泰奧利、喬治雅·梅洛尼等人）反對，少數（吉亞尼·阿雷曼諾）支持。
11月12日，貝魯斯柯尼向總統喬治·納波利塔諾提出辭呈。黨執委會決定在一定條件下支持蒙蒂政府，首先政府成員應為技術官僚而非政治人物。 蒙蒂內閣在11月16日上任。在國會兩院的信任投票中，多數自由人民黨議員投下贊成票，但部分議員如安東尼奧·馬爾提諾（Antonio Martino）、吉安佛朗科·羅通蒂和亞歷桑德拉·墨索里尼（Alessandra Mussolini）表態反對。 一個月後，12月16日，馬爾提諾、特雷蒙蒂、墨索里尼、斯特拉昆達尼奧等70名議員拒絕支持政府的緊縮措施。
北方聯盟脫離與自由人民黨的合作關係，波希並宣布特雷蒙蒂將加入北方聯盟。 阿爾法諾和貝魯斯柯尼計畫改變黨名並引進初選制度，幾乎可以肯定佛米哥尼將反對阿爾法諾。 12月15日，黨內社會民主派與義大利改革者主席斯特凡妮雅·克拉克西（Stefania Craxi）離開自由人民黨。

## 成立背景
自由人民黨前身是義大利力量黨和民族聯盟，及其他小型政黨自由人民、基督教民主自治黨、自由改革者、社會行動等政黨。
1994年開始運作的義大利力量黨，主要由原義大利天主教民主黨、社會黨、民主社會黨、共和黨和自由黨成員組成，這五個政黨過去五十年長期聯合執政，以防止意大利共產黨上台，後於1993年因連串貪污醜聞下台，其後貝盧斯科尼出山從政，吸納不少前天民黨及社會黨成員加入後組建義大利力量黨。前身為後法西斯主義義大利社會運動（MSI）的民族聯盟，主張新法西斯主义，继承了墨索里尼时代的思想。前意大利极右翼政党社会行动党的党魁亚历山德拉·墨索里尼是墨索里尼的孙女。該党一直與貝盧斯科尼領導的右翼意大利力量黨關係密切，在墨索里尼孫女和吉安法蘭柯·菲尼的領導下成為重要的保守派民族主義政黨。兩黨開始合作及結盟，並且是中間偏右聯盟的重要成員。

## 意識形態
自由人民黨的「價值黨章」記述了該黨的「基督教」與「自由」特色，表示該黨是傳統價值、個人責任與自決的捍衛者。強調堅持黨的價值觀和歐洲人民黨黨綱、支持歐洲整合和改變義大利成為聯邦國家。
自由人民黨是囊括型政黨（Catch-all Party）的經典例子，但共同點都是反對由原意共改組的中間偏左聯盟。貝魯斯柯尼的領導地位不容質疑，但該黨不是一塊堅固的巨石。如同歐洲人民黨黨內盟友，該黨主流文化是基督教民主主義與自由保守主義，但右派民族聯盟與前社會黨的力量也不可小覷。曾任部長的朱利歐·特雷蒙蒂、佛朗科·佛拉提尼、毛里奇奧·薩科尼、雷納托·布魯內塔都來自原義大利社會黨，而另一位原社會黨人士法布里齊奧·奇齊托是眾議院黨團領袖。 不能說所有前社會黨人士都是社會民主主義者，例如特雷蒙蒂曾公開批評全球化，對於勞動市場彈性化並不熱衷。布魯內塔是自由市場經濟主義者 且時常與特雷蒙蒂在經濟和財政政策上發生衝突。
此外內部派系往往與成原先前黨派不符。在末期照護議題上，仍自認是社會民主主義者的前社會黨成員薩科尼與黨內基督教民主派和前民主聯盟的社會保守派立場一致，而一些前義大利社會運動成員則與前民族聯盟自由派結盟。這是因為晚期義大利社會運動有強烈的世俗主義傳統，以菲尼為首，而義大利力量黨則有社會保守主義者與堅定的社會自由主義者兩派。在經濟議題上，前義大利力量黨成員特雷蒙蒂與前民族聯盟成員如安東尼奧·馬爾提諾、貝內戴托·戴拉·維多瓦（Benedetto Della Vedova）等人意見相左，他也遭吉安卡羅·加蘭抨擊是「社會主義者」。
傳統價值與社會市場經濟成為該黨的重要詞彙，部分取代了1994年以來義大利力量黨所代表的小政府和自由意志主義理想。為此，薩科尼將自由人民黨的經濟主張總結為口號「更少國家、更多社會」。而雷根經濟學在自由人民黨內有一席之地，如貝魯斯科尼時常提出減稅、特雷蒙蒂的放鬆管制和反對繁文縟節。

## 派系
自由人民黨派系眾多，其意識形態從社會民主主義到民族保守主義，但都是支持貝盧斯科尼領導。至2011年11月的派系如下：
- 基督教民主主義派。原義大利力量黨核心與其他小型團體（義大利連線、斯卡約拉派、克里斯多福·哥倫布基金會、皮薩努派、基督教民主自治黨、自由人民、基督教改革者、基督教人民聯盟和地方團體）。不少黨員來自原義大利天主教民主黨，包括羅伯托·佛米哥尼、雷納托·史濟法尼（Renato Schifani）、克勞迪奧·斯卡約拉、安傑利諾·阿爾法諾、馬里奧·毛羅（Mario Mauro）和毛里奇奧·盧皮。
- 自由中間派。領導黨中央的各團體 （特雷蒙蒂派、大憲章、德盧特里派）。Liberamente以瑪麗亞絲黛拉·傑爾米尼、佛朗科·佛拉提尼為首，代表原義大利力量黨主體，由貝魯斯科尼的自由派追隨者組成，是黨內最大派系。
- 自由主義派。前義大利力量黨自由主義派系（自由基金會、人民自由主義）和一些新團體（主要是逆流）。黨內重要自由派人物有安東尼奧·馬爾提諾、拉法萊·科斯塔（Raffaele Costa）、吉安卡羅·加蘭和達尼埃萊·卡佩佐尼（Daniele Capezzone）。
- 社會民主主義派。（改革主義與自由、我們改革者、義大利改革者、歐洲改革者）一些黨內領導階層來自原義大利社會黨，部分仍自認是社會主義者：佛朗科·佛拉提尼、朱利歐·特雷蒙蒂、毛里奇奧·薩科尼、雷納托·布魯內塔、法布里齊奧·奇齊托和斯蒂法諾·卡爾多羅（Stefano Caldoro）。
- 自由保守主義派。前民族聯盟主體（新聯盟、右派倡導者）以及來自其他政黨成員。毛里奇奧·加斯帕里和伊格納奇奧·拉魯沙將他們派系重組為義大利倡導者（Protagonist Italy），而阿爾泰羅·馬泰奧利則成立自由基金會。
- 民族保守主義派。前民族聯盟右派（新義大利、義大利運動、自由意志右派）。
- 草根派。義大利力量黨內中間偏右團體（自由促進者、自由之圈、自由俱樂部、好政府之圈）。

## 根據地
自由人民黨票倉在北義大利，特別在倫巴底和威尼托，與部分南義大利地區，如西西里和普利亞。不過在2008年義大利大選，該黨在南部的支持度高於北部，因為聯盟黨北方聯盟在本次選舉中大勝。自由人民黨在坎帕尼亞得票率拿下驚人的49.1%。
下表列出自由人民黨在人口最多的十個大區支持度。
|                 | 1994年大選 | 1995年大區  | 1996年大選 | 1999年歐洲 | 2000年大區  | 2001年大選 | 2004年歐洲 | 2005年大區  | 2006年大選 | 2008年大選 | 2009年歐洲 | 2010年大區  |
| 皮埃蒙特        | 34.8       | 37.9        | 33.8       | 36.8       | 42.7        | 41.2       | 31.0       | 31.9        | 35.8       | 34.3       | 32.4       | 25.0        |
| 倫巴底          | 31.8       | 39.5        | 32.6       | 36.5       | 43.6        | 40.9       | 32.9       | 34.7        | 37.3       | 33.5       | 34.4       | 31.8        |
| 威尼托          | 31.4       | 34.7        | 28.8       | 34.3       | 40.2        | 40.5       | 33.6       | 30.8        | 35.8       | 27.4       | 29.3       | 24.7        |
| 艾米利亞-羅馬涅 | 25.5       | 28.5        | 26.6       | 29.0       | 32.6        | 33.5       | 28.2       | 27.1        | 28.8       | 28.6       | 27.4       | 24.6        |
| 托斯卡納        | 27.3       | 32.2        | 30.1       | 30.4       | 35.2        | 34.7       | 28.7       | 27.9        | 29.5       | 31.6       | 31.4       | 27.1        |
| 拉齊奧          | 45.8       | 43.5        | 45.0       | 40.9       | 44.6        | 46.8       | 35.9       | 39.3        | 40.0       | 43.5       | 42.7       | 38.2        |
| 坎帕尼亞        | 40.2       | 37.2        | 42.1       | 35.9       | 32.1        | 46.9       | 32.7       | 22.5        | 39.8       | 49.1       | 43.5       | 31.7        |
| 普利亞          | 27.3       | 41.1        | 42.5       | 40.7       | 44.2        | 45.4       | 36.4       | 38.9        | 40.5       | 45.6       | 43.2       | 31.1        |
| 卡拉布里亞      | 36.2       | 36.0        | 41.7       | 31.6       | 28.7        | 40.9       | 28.5       | 19.9        | 31.7       | 41.2       | 34.9       | 36.3        |
| 西西里          | 47.6       | 31.2 (1996) | 48.6       | 38.9       | 36.4 (2001) | 47.4       | 36.0       | 29.8 (2006) | 40.0       | 46.6       | 36.4       | 33.4 (2008) |
| 義大利          | 34.5       | -           | 35.8       | 35.5       | -           | 41.1       | 32.3       | -           | 36.0       | 37.4       | 35.3       | -           |

## 外部連結
- 官方網站 （页面存档备份，存于）